# 原 (名古屋市)
原（はら）は、愛知県名古屋市天白区の地名。現行行政地名は原一丁目から原五丁目。住居表示未実施。

## 地理
名古屋市天白区中央部に位置する。東は平針一丁目・中平一丁目・中平二丁目、南は中平五丁目、北は天白町植田に接する。

## 歴史

### 町名の由来
当地はかつて原新田と呼ばれる土地であり、また字上原および字下原があったこともあり、原と通称していたことに由来するという。

### 沿革
- 1984年（昭和59年）
  - 7月8日 - 天白町大字島田の一部により原二丁目および原三丁目がそれぞれ成立する[1]。
  - 7月22日 - 天白町大字平針の一部が原二丁目に、同大字平針および同大字島田の各一部が原三丁目にそれぞれ編入される[1]。また、同大字平針の一部により原一丁目および原四丁目が、同大字平針および大根町の各一部により原五丁目がそれぞれ成立する[1]。
- 1986年（昭和61年）8月10日 - 天白町大字平針の一部が原一丁目に編入される[1]。

## 世帯数と人口
2019年（平成31年）1月1日現在の世帯数と人口は以下の通りである。
| 丁目     | 世帯数    | 人口     |
| -------- | --------- | -------- |
| 原一丁目 | 1,406世帯 | 2,538人  |
| 原二丁目 | 1,486世帯 | 2,991人  |
| 原三丁目 | 648世帯   | 1,514人  |
| 原四丁目 | 646世帯   | 1,339人  |
| 原五丁目 | 951世帯   | 2,094人  |
| 計       | 5,137世帯 | 10,476人 |

### 人口の変遷
国勢調査による人口の推移
| 2000年（平成12年） | 10,628人 | [ WEB 6 ] |  |
| 2005年（平成17年） | 11,189人 | [ WEB 7 ] |  |
| 2010年（平成22年） | 11,099人 | [ WEB 8 ] |  |
| 2015年（平成27年） | 11,247人 | [ WEB 9 ] |  |

## 学区
市立小・中学校に通う場合、学校等は以下の通りとなる。また、公立高等学校全日制普通科に通う場合の学区は以下の通りである。
| 丁目     | 番・番地等 | 小学校                 | 中学校             | 高等学校 |
| -------- | ---------- | ---------------------- | ------------------ | -------- |
| 原一丁目 | 全域       | 名古屋市立平針北小学校 | 名古屋市立原中学校 | 尾張学区 |
| 原二丁目 | 全域       | 名古屋市立原小学校     | 名古屋市立原中学校 | 尾張学区 |
| 原三丁目 | 全域       | 名古屋市立原小学校     | 名古屋市立原中学校 | 尾張学区 |
| 原四丁目 | 全域       | 名古屋市立原小学校     | 名古屋市立原中学校 | 尾張学区 |
| 原五丁目 | 全域       | 名古屋市立原小学校     | 名古屋市立原中学校 | 尾張学区 |

## 交通
- 名古屋市営地下鉄鶴舞線 原駅[4]
- 愛知県道56号名古屋岡崎線（飯田街道）[4]

## 施設
- 平針原住宅[4]
- 平針南住宅[4]
- 三重銀行(現・三十三銀行)[4]
- 岐阜銀行(現・十六銀行)[4]
- 原幼稚園[4]
- 瀬戸信用金庫[4]
- 名古屋市立原小学校[4]
- 平針原保育園[4]
- 名古屋市消防局天白消防署[4]

## その他

### 日本郵便
- 郵便番号 : 468-0015[WEB 3]（集配局：天白郵便局[WEB 12]）。